# Gà inasal
Gà inasal, thường được gọi đơn giản là inasal, là một biến tấu của lechon manok. Đây là món thịt gà ướp với hỗn hợp quất, tiêu, giấm dừa và annatto, sau đó nướng trên than nóng trong khi được phết nước xốt. Món ăn được bày dọn với cơm, nước quất, nước tương, dầu gà và giấm (thường là giấm sinamak, một loại giấm cọ tẩm tỏi, ớt và langkawas). Gà inasal là một thứ đồ ăn phổ biến ở Visayas, đồng thời cũng là một đặc sản được tiêu thụ rộng rãi tại thành phố Bacolod, nơi có cả một khu chợ phố dành riêng cho các món ăn địa phương, đặc biệt là inasal. Một tấm biển ở trung tâm chợ ghi "Manokan Country" (nghĩa đen là "Gà Quốc gia" ở Hiligaynon). Nhiều chuỗi nhà hàng trở nên nổi tiếng với việc phục vụ món inasal, như Bacolod Chicken Inasal và Mang Inasal, có nguồn gốc từ Thành phố Iloilo.